# Leslie Pack Kaelbling
Leslie Pack Kaelbling es una roboticista estadounidense y profesora de Ciencias de la Computación e Ingeniería en el Instituto de Tecnología de Massachusetts. Ella es ampliamente reconocida por adaptar el proceso de decisión de Markov parcialmente observable de la investigación operativa para su aplicación en inteligencia artificial y robótica. Kaelbling recibió el Premio IJCAI de Computadoras y Pensamiento en 1997 por aplicar el aprendizaje de refuerzo a los sistemas de control integrados y desarrollar herramientas de programación para la navegación de robots. En 2000, fue elegida como miembro de la Asociación para el Avance de la Inteligencia Artificial.

## Carrera
En la primavera de 2000, ella y dos tercios del consejo de redacción de la revista Machine Learning propiedad de Kluwer renunciaron en protesta por sus archivos de pago de acceso con una compensación financiera limitada para los autores. Kaelbling cofundó y fue el primer editor en jefe del Journal of Machine Learning Research, una revista de acceso abierto revisada por pares sobre los mismos temas que permite a los investigadores publicar artículos de forma gratuita y conservar los derechos de autor de sus archivos disponibles en línea de forma gratuita. . En respuesta a la renuncia masiva, Kluwer cambió su política de publicación para permitir a los autores autoarchivar sus documentos en línea después de la revisión por pares. Kaelbling respondió que esta política era razonable y habría hecho innecesaria la creación de un diario alternativo, pero los miembros del consejo editorial habían dejado en claro que querían esa política y fue solo después de la amenaza de renuncias y la fundación real de JMLR que el la política de publicación finalmente cambió.

## Trabajos seleccionados
- Reinforcement Learning: A Survey (LP Kaelbling, ML Littman, AW Moore). Journal of Artificial Intelligence Research (JAIR) 4 (1996) 237-285.

A highly cited survey on the field of reinforcement learning.
- Planning and acting in partially observable stochastic domains (LP Kaelbling, ML Littman, AR Cassandra). Artificial intelligence 101 (1), 99-134.
- Acting under uncertainty: Discrete Bayesian models for mobile-robot navigation (AR Cassandra, LP Kaelbling, JA Kurien). Intelligent Robots and Systems (2) 963-972.
- The synthesis of digital machines with provable epistemic properties (SJ Rosenschein, LP Kaelbling). Proceedings of the 1986 Conference on Theoretical Aspects of Reasoning about Knowledge, 83-98.
- Practical reinforcement learning in continuous spaces (WD Smart, LP Kaelbling). 2000 International Conference on Machine Learning (ICML), 903-910.
- Hierarchical task and motion planning in the now (LP Kaelbling, T Lozano-Pérez). 2011 IEEE International Conference on Robotics and Automation (ICRA), 1470-1477.